# Педро Наварро
Педро Наварро, граф Олівето (ісп. Pedro Navarro, conde de Oliveto, близько 1460 — 28 серпня 1528) — наваррський військовий інженер і генерал, який брав участь у різноманітних конфліктах на початку XVI ст, зокрема у іспанських захопленнях у Північній Африці та у Війні Камбрейської ліги. У битві при Равенні в 1512 році, де він командував іспанською та папською піхотою, Наварро був захоплений французами в полон. На службі Франциска I Французького він контролював французький перехід через Альпи перед битвою при Новарі 1513 року.
Його вважають винахідником сучасних наземних мін.

## Біографія
Наварро, ймовірно, народився в місті Гарде в наваррській долині Ронкаль. Про його раннє життя відомо небагато. Він розпочав свою військову кар'єру на службі у кардинала Хуана де Арагон до 1485 року. Він воював як кондотьєр в Італії проти берберських корсарів. Залучений Гонсало Фернандесом де Кордовою в 1499 році, він брав участь у завоюванні Кефалонії в 1500 році. Він винайшов наземну міну і його вміле використання мін дозволило іспанцям руйнувати стіни турецьких фортець.

### Друга італійська війна
Він продовжував служити Гонсало Фернандесу де Кордові і вирушив до Неаполя, де захищав від нападів французів Канозу-ді-Пулья в 1502 році і Таранто в 1503 році. Він керував будівництвом польових укріплень у битві при Черіньолі 28 квітня 1503 року з Луї д'Арманьяком, герцогом Немурським, що дозволило Гонсало Фернандесу де Кордові виграти битву. Наварро зіграв важливу роль у вирішальній перемозі Іспанії в битві при Гарільяно 29 грудня 1503 р. і отримав за свої заслуги титул графа Олівето.

### Африканські експедиції
Після повернення до Іспанії, з 1507 року він брав участь у експедиціях кардинала Франсіско де Сиснероса в Північній Африці. Наварро брав участь у битві при Мерс-ель-Кебірі в 1507 році й допомагав у захопленні Пеньона де Велес-де-ла-Гомера в 1508 році, використовуючи під час битви плавучу батарею власної конструкції та в завоюванні Орана в 1509 році.
Наварро особисто керував іспанськими силами під час захоплення Беджаї (Бужі), Алжира, Туніса, Тлемсена та Триполі в 1510 році.

### Війна Камбрейської ліги
Він вступив на службу до Рамона де Кардони, віцекороля Неаполя, і повернувся до Італії, почувши про нову війну проти Франції в 1511 році. У 1512 році він розробив модель пересувних возів з встановленими на них легкими артилерійськими гарматами, призначених для руйнування ворожих лав.
Попри його зусилля, іспанська папська армія зазнала поразки, і 11 квітня 1512 р. у Равенні його захопили у полон французи на чолі з Гастоном де Фуа. Фернандо II відмовився викупити його, і Наварро перейшов на службу до короля Франції Франциска I. Він продовжував супроводжувати французькі армії у їхній кампанії проти Мілана (1515—1516) і бився разом із королем Франциском проти швейцарців у битві при Мариньяно (13–14 вересня 1515). Продовжуючи свою французьку службу, він брав участь в битві під Бікоккою (27 квітня 1522) і потрапив у полон, коли іспанці захопили Геную на початку наступного року (1523). Звільнений після Мадридського договору (14 січня 1526 р.), він повернувся на французьку службу, знову потрапивши в полон під час служби французької експедиції в Італії (1527 р.).

### Смерть
Педро Наварро помер у віці близько 68 років у в'язниці Кастель-Нуово в Неаполі наприкінці серпня 1528 року, можливо, задушений подушкою.